# Anh Tú (sinh 1950)
Anh Tú (16 tháng 4 năm 1950 – 3 tháng 12 năm 2003) là một ca sĩ người Việt Nam. Trước năm 1975, anh đã được biết đến nhiều từ khi ở Việt Nam, khi phong trào nhạc trẻ ở trong giai đoạn cực thịnh với ban nhạc Uptight 

## Tiểu sử
Anh Tú tên thật là Lữ Anh Tú, sinh ngày 16 tháng 4 năm 1950 tại Bảo Lộc, tỉnh Lâm Đồng. Anh Tú từng học ở trường Trung-học Bảo Lộc, Lâm Đồng. Anh Tú tốt nghiệp trường Trung-học Bảo Lộc Lâm Đồng vào 1968,  xuất thân trong một gia đình nghệ sĩ. Cha anh là Lữ Liên, thành viên ban nhạc hài hước AVT, cũng là người soạn lời Việt cho rất nhiều ca khúc ngoại quốc. Các anh em của Anh Tú cũng đều là những ca sĩ nổi tiếng: Tuấn Ngọc, Bích Chiêu, Khánh Hà, Thúy Anh, Lưu Bích, Lan Anh.
Anh Tú bắt đầu sự nghiệp ca hát vào năm 1969 sau khi tốt nghiệp trường Trung-học Bảo Lộc, Lâm Đồng, khi anh cùng với em gái là Khánh Hà thử giọng để đi làm tại các Club Mỹ ở Sài Gòn khi đó. Hai người song ca bài What now my love và được chấp thuận. Tới năm 1970, anh cùng hai em gái Khánh Hà và Thúy Anh gia nhập ban nhạc The Blue Jets. Năm 1972, anh cùng hai em gái Khánh Hà và Thúy Anh lập ban tam ca Thúy Hà Tú rồi chuyển thành ban The Uptight .
Năm 1975, Anh Tú rời Việt Nam sang định cư ở Hoa Kỳ và cùng các anh em tái lập ban Uptight. Cuối thập niên 80 đầu 90, ban Uptight được bổ sung thêm Lan Anh (đánh trống) và Lưu Bích (ca sĩ chính/bè). Anh đã gắn bó với ban nhạc này cho đến năm 1993 là năm ban nhạc ngưng hoạt động. Từ đó, Anh Tú bắt đầu hát với tư cách một ca sĩ độc lập. Anh Tú được biết tới với những nhạc phẩm ngoại quốc êm dịu, đặc biệt là các ca khúc Pháp. Anh cũng thành công với nhiều ca khúc trữ tình Việt Nam .
Anh qua đời lúc 8 giờ 30 tối ngày 3 tháng 12 năm 2003 tại bệnh viện UCI, miền Nam California sau khi bị cơn đột quỵ cách đó 2 ngày.

## CD
- Cô đơn
- Dòng sông
- Nếu như ta còn thương nhau
- Yêu em
- Cát bụi tình xa (Cùng Thúy Anh, Khánh Hà)
- Nối đau dịu dàng (Cùng Khánh Hà)
- Yêu dấu tan theo (Cùng Thanh Hà)

## Nhận xét
Trích từ bài viết của NS Quốc Bảo về Anh Tú trên Giai Điệu Xanh:
| “ | Có quá nhiều người Việt hát tốt, đấy là điều mà mỗi khi nghĩ đến, tôi không khỏi tự hào lây. Nhưng suốt nửa đời mình, tôi chỉ tìm được hai giọng nam hay. Họ là hai anh em ruột trong một gia đình có nhiều người hát tốt đến mức thay vì tự hào thì bạn sẽ có chút ghen tị. Buồn thay, hôm nay, một trong hai người-hát-hay ấy đã ra đi vĩnh viễn. Tên anh là Lã Anh Tú... Anh Tú có một cách phát âm tiếng Việt khá đặc biệt, hờ hững, run rẩy, và đẩy hơi từ răng để chữ trượt theo, nghe nhẹ nhõm, phóng túng, không gắng sức dụng công. Mà quả thật, anh hát như thể đang trò chuyện thân tình, như lời tâm sự bằng hữu, để những đoạn nghẹn ngào cũng chỉ vừa đủ như một nỗi đau đã lành được kể lại. Anh Tú hát tiếng Pháp chuẩn xác, điều chỉ có được với những người thực sự sử dụng được ngoại ngữ này. Cách phát âm tiếng Pháp với nhiều âm mũi cũng ảnh hưởng đến cách hát của anh trong nhạc Việt. Những âm khép được đẩy hết lên mũi, nghe chơi vơi, tuyệt vọng một cách đặc biệt. Đấy là cách hát tạo thành phong cách cho anh, không thể nhầm lẫn với bất kỳ ai.... | ” |

## Các tiết mục trình diễn trên sân khấu hải ngoại

### Trung tâm Thúy Nga
| STT | Tiết mục                            | Thể hiện với                                                                        | Chương trình                       | Năm  |
| --- | ----------------------------------- | ----------------------------------------------------------------------------------- | ---------------------------------- | ---- |
| 1   | Tình Tuyệt Diệu (Lời Việt: Lữ Liên) | Lưu Bích, The Uptight (Anh Tú xuất hiện chồng vay Đàn Piano)                        | Paris By Night 6                   | 1988 |
| 2   | Tình Lạ (Lời Việt: Khúc Lan)        | The Uptight                                                                         | Paris By Night 10                  | 1990 |
| 3   | Vòng Tay Người Ấy                   | Lưu Bích, The Uptight (Anh Tú xuất hiện chồng vay Guitar)                           | Paris By Night 24 10th Anniversary | 1993 |
| 4   | Phút Giây Thần Tiên (Lan Anh)       | Lan Anh, Lưu Bích, The Uptight (Anh Tú xuất hiện chồng vay Guitar)                  | Paris By Night 29 In Las Vegas     | 1994 |
| 5   | LK The Uptight                      | Khánh Hà, Lưu Bích, Thúy Anh, Tuấn Ngọc (dùng lại hình ảnh và giọng hát của Anh Tú) | Paris By Night 129 Dynasty         | 2019 |

### Trung tâm Asia
| STT | Tiết mục | Thể hiện với       | Chương trình                                         | Năm  |
| --- | --- | ------------------ | ---------------------------------------------------- | ---- |
| 1   | Cát Bụi Tình Xa (Trịnh Công Sơn)                                                                              | Khánh Hà, Thúy Anh | ASIA 19 Tác Giả Và Tác Phẩm 2                        | 1998 |
| 2   | LK Mùa Thu Không Trở Lại (Phạm Trọng Cầu), Anh Đã Quên Mùa Thu (Nam Lộc, Tùng Giang)                          | Khánh Hà, Thúy Anh | ASIA 20 Tình Ca Mùa Thu                              | 1998 |
| 3   | LK I Will Follow Him (Franck Pourcel, Paul Mauriat, Arthur Altman, Norman Gimbel), Tainted Love (Vũ Anh Tuấn) | Khánh Hà, Thúy Anh | ASIA 22 Dạ Vũ Quốc tế - Những Nhịp Điệu Của Thế Giới | 1998 |
| 4   | LK Nhạc Pháp                                                                                                  | Khánh Hà, Thúy Anh | ASIA 24 In Las Vegas                                 | 1999 |